# 탄소 나노섬유

탄소나노섬유(영어: Carbon nanofiber) 또는 기상성장탄소섬유(VGCFs), 기상성장탄소나노섬유(VGCNFs)은 원통형의 그래핀을 이용하여 만든 나노 구조물이다.

## 같이 보기
- 카본 블랙